# Lijst van voetbalinterlands Bulgarije - Noord-Korea
Deze lijst van voetbalinterlands is een overzicht van alle officiële voetbalwedstrijden tussen de nationale teams van Bulgarije en Noord-Korea. De landen speelden tot op heden drie keer tegen elkaar. De eerste ontmoeting was een vriendschappelijk wedstrijd op 25 mei 1974 in Sofia. Voor het Bulgaars voetbalelftal was dit een oefenwedstrijd in de voorbereiding op het Wereldkampioenschap voetbal 1974. Het laatste onderlinge duel, ook een vriendschappelijke wedstrijd, werd gespeeld op 30 april 1986 in de Bulgaarse hoofdstad. Voor het Bulgaars voetbalelftal was dit een oefenwedstrijd in de voorbereiding op het Wereldkampioenschap voetbal 1986.

## Wedstrijden
| № | Plaats | Datum         | Competitie        | Wedstrijd               | Uitslag |
| - | ------ | ------------- | ----------------- | ----------------------- | ------- |
| 1 | Sofia  | 25 mei 1974   | Vriendschappelijk | Bulgarije − Noord-Korea | 6 − 1   |
| 2 | Sofia  | 5 mei 1976    | Vriendschappelijk | Bulgarije − Noord-Korea | 3 − 0   |
| 3 | Sofia  | 30 april 1986 | Vriendschappelijk | Bulgarije − Noord-Korea | 3 − 0   |

## Samenvatting
| Competitie        | Totaal gespeeld | Winst Bulgarije | Gelijk | Winst Noord-Korea | Doelsaldo Bulgarije – Noord-Korea |
| ----------------- | --------------- | --------------- | ------ | ----------------- | --------------------------------- |
| Vriendschappelijk | 3               | 3               | 0      | 0                 | 12 − 1                            |
| Totaal            | 3               | 3               | 0      | 0                 | 12 − 1                            |

Wedstrijden bepaald door strafschoppen worden, in lijn met de FIFA, als een gelijkspel gerekend.